# 午间新闻 (湖南卫视)
《午间新闻》是中国大陆湖南卫视推出的一档新闻资讯类节目，2015年11月16日开播，取代原本在早间时段播出的《播报多看点》。《午间新闻》以时政新闻为主打，与18:30播出的《湖南新闻联播》遥相呼应，共同构建主流媒体宣传湖南的双平台。
2020年9月30日，湖南广播电视台启用全新4K超高清新闻演播厅（湖南卫视《午间新闻》和《湖南新闻联播》使用）。

## 播出时间
《午间新闻》的播出时间通常为每週一至週五12:10－12:30，时长一般为20分钟。逢湖南省“两会”及全国“两会”期间则会在週末加档播出，时长一般为10分钟。春节期间则会停播，停播时长视频道编排情况而定，通常从农历除夕持续到正月初六或元宵节当天。此外，当湖南发生重大自然灾害或意外事故时，《午间新闻》亦会视情况适时在週末加档播出，时长视事件的重要性及紧急程度而定，一般为20分钟。

## 主播
每期节目由一名主播负责播报。

### 现任主播
- 孙璞
- 万欣
- 何娟
- 段俊
- 刘佳颖

### 替班主播
- 梁田